# Castelo de Beauregard (Isère)

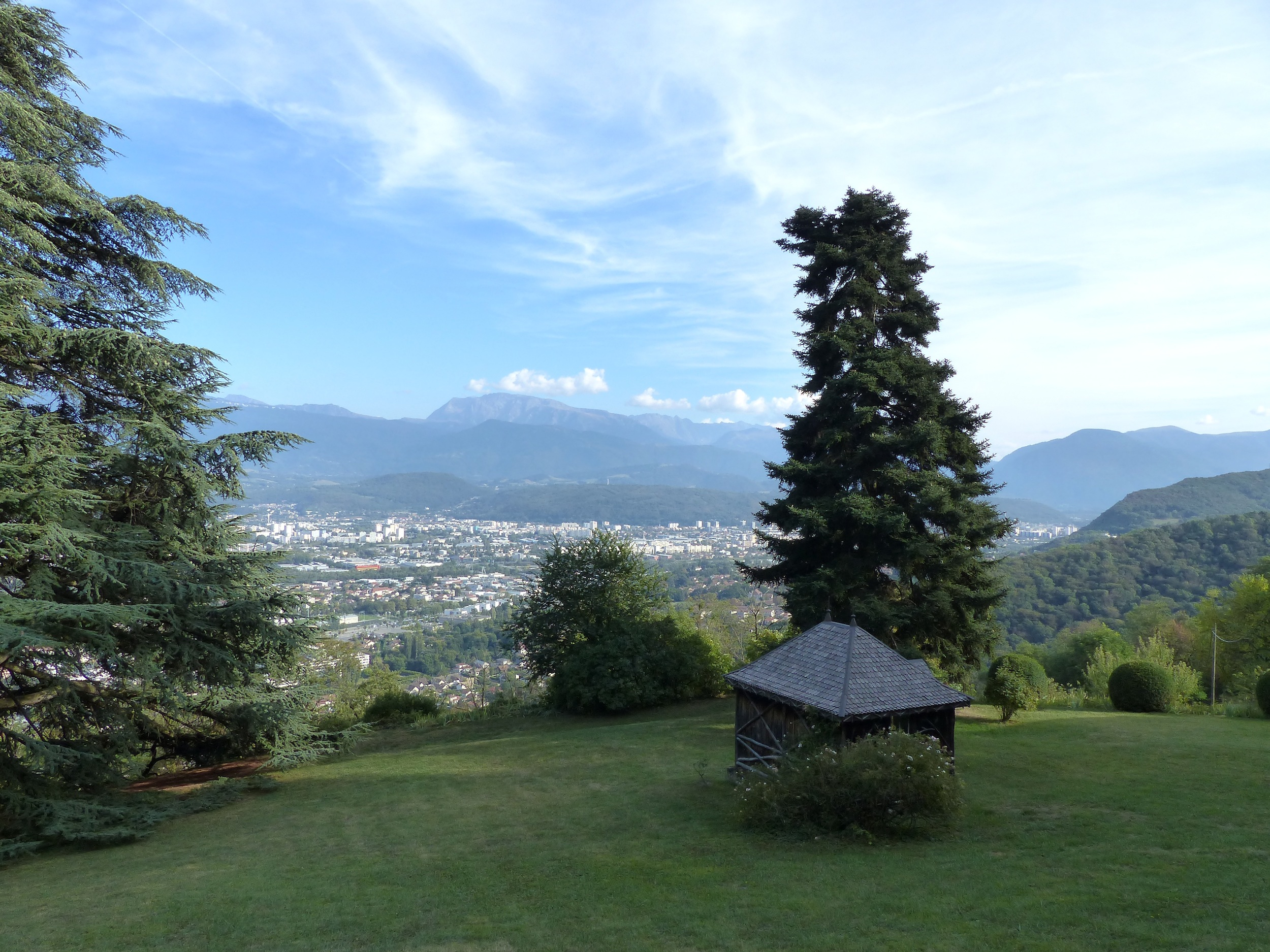
Vista do château de Beauregard sobre a cidade de Grenoble.

O Château de Beauregard é um castelo histórico do século XVIII. Localizado em Seyssinet-Pariset, Isère, no leste da França. Foi listado como um monumento histórico oficial em 15 de dezembro de 1997.